# Astetholea aubreyi
Astetholea aubreyi là một loài bọ cánh cứng trong họ Cerambycidae.